# Ярослав Ячев
Ярослав Петров Ячев е български кинооператор и документалист.

## Биография
Роден е в град София на 28 януари 1951 г. Завършва операторско майсторство във ВГИК, Москва през 1974 г. От 1976 до 1991 година работи в Студията за игрални филми „Бояна“, където снима „Близката далечина“ (1981) и „От другата страна на слънцето“ (1986). Работи често и по документални филми, като режисира няколко от тях, както и като оператор в американски и канадски продукции.

## Филмография
- „Близката далечина“ (1981)
- „От другата страна на слънцето“ (1986)
- „Трака-трак“ (1995)
- „Асистентът“ (2002)
- „Камера! Завеса!“ (6-сер. тв, 2002 – 2003) – (на V серия)
- „Време за жени“ (2006)
- „Слънчево“ (2013)